# Sebastián Báez
Sebastián Báez (* 28. Dezember 2000 in Buenos Aires) ist ein argentinischer Tennisspieler.

## Karriere
Báez erreichte als Junior Platz 1 der Junioren-Weltrangliste. Mit nicht mal 16 Jahren erreichte er 2016 das Halbfinale des Orange Bowl. 2017 bei den US Open der Junioren stand er das erste Mal im Viertelfinale eines Grand-Slam-Turniers. 2018 schaffte er den Einzug in sein einziges Grand-Slam-Finale im Einzel, als er bei den French Open der Junioren dem Taiwaner Tseng Chun-hsin unterlag. Im Doppel verlor der Argentinier zweimal erst im Halbfinale – 2017 abermals bei den US Open sowie auch bei den French Open 2018. Seinen größten Titel feierte er mit der Goldmedaille bei den Olympischen Jugend-Sommerspielen 2018. Mit seinem Partner Facundo Díaz Acosta schlugen sie im Finale die Paarung aus Adrian Andreew und Rinky Hijikata. Im Einzel war Báez schon früh ausgeschieden.
2018 gelangen ihm auch erste Erfolge auf der Profi-Tour, er konnte zweimal das Halbfinale auf der ITF Future Tour erreichen und so schon in die Top 1000 der Tennisweltrangliste einsteigen. 2019 spielte er ausschließlich bei den Profis und konnte in seinem ersten Profijahr vier Futures gewinnen. Auf der höher dotierten ATP Challenger Tour gelang es ihm zudem in Montevideo erstmals ins Achtelfinale einzuziehen. Das Jahr beendete er erstmals in den Top 400 der Welt. Er steigerte sich auch 2020 um fast 100 Plätze, konnte wegen der Covid-19-Pandemie aber nur je einen Future im Einzel und Doppel gewinnen. Bei seinem ersten Turnier 2021 und seiner erst siebten Teilnahme an einem Challenger-Turnier gewann er das Turnier in Concepción mit nur einem Satzverlust. Dabei schlug er vier Spieler innerhalb der Top 150 in Folge. Dadurch stieg er auf sein Karrierebest von Platz 254 in der Weltrangliste.

## Erfolge
| Legende (Anzahl der Siege) |
| Grand Slam                 |
| ATP Finals                 |
| ATP Tour Masters 1000      |
| ATP Tour 500 (2)           |
| ATP Tour 250 (5)           |
| ATP Challenger Tour (6)    |

| ATP-Titel nach Belag |
| Hartplatz (1)        |
| Sand (6)             |
| Rasen (0)            |

### Einzel

#### Turniersiege

##### ATP Tour
| Nr. | Datum            | Turnier            | Belag     | Finalgegner      | Ergebnis      |
| --- | ---------------- | ------------------ | --------- | ---------------- | ------------- |
| 1.  | 1. Mai 2022      | Estoril            | Sand      | Frances Tiafoe   | 6:3, 6:2      |
| 2.  | 12. Februar 2023 | Córdoba            | Sand      | Federico Coria   | 6:1, 3:6, 6:3 |
| 3.  | 5. August 2023   | Kitzbühel          | Sand      | Dominic Thiem    | 6:3, 6:1      |
| 4.  | 26. August 2023  | Winston-Salem      | Hartplatz | Jiří Lehečka     | 6:4, 6:3      |
| 5.  | 25. Februar 2024 | Rio de Janeiro (1) | Sand      | Mariano Navone   | 6:2, 6:1      |
| 6.  | 3. März 2024     | Santiago de Chile  | Sand      | Alejandro Tabilo | 3:6, 6:0, 6:4 |
| 7.  | 25. Februar 2025 | Rio de Janeiro (2) | Sand      | Alexandre Müller | 6:2, 6:3      |

##### ATP Challenger Tour
| Nr. | Datum             | Turnier               | Belag | Finalgegner           | Ergebnis        |
| --- | ----------------- | --------------------- | ----- | --------------------- | --------------- |
| 1.  | 21. Februar 2021  | Concepción            | Sand  | Francisco Cerúndolo   | 6:3, 6:75, 7:65 |
| 2.  | 21. März 2021     | Santiago de Chile (1) | Sand  | Tomás Barrios Vera    | 6:3, 7:64       |
| 3.  | 15. Mai 2021      | Zagreb                | Sand  | Juan Pablo Varillas   | 3:6, 6:3, 6:1   |
| 4.  | 17. Oktober 2021  | Santiago de Chile (2) | Sand  | Felipe Meligeni Alves | 3:6, 7:66, 6:1  |
| 5.  | 24. Oktober 2021  | Buenos Aires          | Sand  | Thiago Monteiro       | 6:4, 6:0        |
| 6.  | 21. November 2021 | Campinas              | Sand  | Thiago Monteiro       | 6:1, 6:4        |

#### Finalteilnahmen
| Nr. | Datum            | Turnier               | Belag | Finalgegner         | Ergebnis      |
| --- | ---------------- | --------------------- | ----- | ------------------- | ------------- |
| 1.  | 27. Februar 2022 | Santiago de Chile (1) | Sand  | Pedro Martínez      | 6:4, 4:6, 4:6 |
| 2.  | 17. Juli 2022    | Båstad                | Sand  | Francisco Cerúndolo | 6:74, 2:6     |
| 3.  | 2. März 2025     | Santiago de Chile (2) | Sand  | Laslo Đere          | 4:6, 6:3, 5:7 |
| 4.  | 6. April 2025    | Bukarest              | Sand  | Flavio Cobolli      | 4:6, 4:6      |

## Abschneiden bei Grand-Slam-Turnieren

### Einzel
| Turnier         | 2021 | 2022 | 2023 | 2024 | 2025 | Karriere |
| --------------- | ---- | ---- | ---- | ---- | ---- | -------- |
| Australian Open | —    | 2    | 1    | 3    | 1    | 3        |
| French Open     | Q1   | 2    | 1    | 2    | 1    | 2        |
| Wimbledon       | Q1   | 2    | 1    | 1    | 1    | 2        |
| US Open         | Q3   | 1    | 3    | 2    |      | 3        |

Zeichenerklärung: S = Turniersieg; F, HF, VF, AF = Einzug ins Finale / Halbfinale / Viertelfinale / Achtelfinale; 1, 2, 3 = Ausscheiden in der 1. / 2. / 3. Hauptrunde; Q1, Q2, Q3 = Ausscheiden in der 1. / 2. / 3. Qualifikationsrunde; nicht ausgetragen

### Doppel
| Turnier         | 2022 | 2023 | 2024 | 2025 | Karriere |
| --------------- | ---- | ---- | ---- | ---- | -------- |
| Australian Open | —    | 1    | 1    | 1    | 1        |
| French Open     | 1    | 1    | 2    | 1    | 2        |
| Wimbledon       | 1    | 1    | AF   | 1    | AF       |
| US Open         | 1    | 1    | —    |      | 1        |